# David Beaton
Pour les articles homonymes, voir Beaton.
David Hamilton Beaton (1494 – 29 mai 1546), est un archevêque de St Andrews en Écosse, appartenant à la famille des comtes de Fife.

## Biographie
Il est le fils de Jeanne Beton de Balfour et de Jacques II Hamilton, comte d'Aran. Neveu de James Beaton, il fut un des plus zélés combattants de la Réforme en Écosse et allié de la France, où il partit à l'âge de 15 ans pour ses études et fit ses débuts à la Cour de François Ier. 
Jacques V lui confia les sceaux et le chargea de missions importantes : c'est lui qui négocia le mariage de ce prince, d'abord avec Madeleine de France, fille de François Ier (1533), puis avec Marie de Lorraine (1538). Il fut nommé recteur à Cambuslang puis cardinal la même année. L'année suivante, il succéda à son oncle dans les charges d'archevêque de St Andrews et de primat d'Écosse. 
Après la mort du roi le 14 décembre 1542, il devint chancelier de la jeune reine Marie Stuart née quelques jours auparavant. Beaton produisit un testament du défunt roi qui le désignait au nombre des régents du royaume jusqu'à la majorité de la fille du roi. 
Le régent James Hamilton, comte d'Arran, décida alors de faire valoir ses droits devant la réunion du premier Parlement d'Écosse. Le testament fut déclaré faux et David Beaton, qui avait appelé dès 1542 les troupes du duc de Guise à venir soutenir Marie de Guise, fut emprisonné puis relâché peu après.
Entre-temps, les protestants avaient obtenu de Jacques Hamilton la nomination de nombreux pasteurs et un traité de 1543 stipulant que la fille de Marie de Guise, âgée d'un an, devrait épouser un prince protestant.
Mais dès 1544, David Beaton revient au pouvoir, grâce à l'armée levée par Matthew Stewart, de retour de France. Il exerça alors l'autorité avec beaucoup de rigueur, chassa John Knox de l'université de St Andrews, fit brûler plusieurs hérétiques mais  périt assassiné (29 mai 1546) dans son château par les partisans de l'un de ces hérétiques, George Wishart.

## Sources
Cet article comprend des extraits du Dictionnaire Bouillet. Il est possible de supprimer cette indication, si le texte reflète le savoir actuel sur ce thème, si les sources sont citées, s'il satisfait aux exigences linguistiques actuelles et s'il ne contient pas de propos qui vont à l'encontre des règles de neutralité de Wikipédia.
- Les Écossais en France, les Français en Écosse , Francisque Michel, page 452.
- Biographie universelle (Michaud) ancienne et moderne, Eugène Ernest Desplaces, Joseph Fr Michaud et Louis Gabriel Michaud.